# Aryghuary
Aryghuary, auch Airigh Ghuaidhre, ist eine aufgegebene Ortschaft auf der schottischen Hebrideninsel Islay. Aryghuary befand sich im Osten der Insel etwa drei Kilometer südlich von Ballygrant und etwa neun Kilometer nordöstlich von Bowmore, dem Hauptort der Insel. Die nächstgelegene Ortschaft war das zwei Kilometer nördlich gelegene Knocklearoch. Aryghuary war über eine Straße erreichbar, welche die Gegend um Glenegedale mit der heutigen A846 in Ballygrant verbindet. Bei der Volkszählung im Jahre 1841 lebten in Aryghuary noch 53 Personen. Zehn Jahre später war die Einwohnerzahl bereits auf 28 Personen gesunken. Heute sind auf dem Gebiet von Aryghuary nur noch die Grundmauern verschiedener Gebäude erhalten. Darunter sind die Überreste zweier Darren. Die Gebäude besaßen rechteckige Grundrisse, wobei das größte 17 m × 4 m maß.

## Umgebung
In der Umgebung von Aryghuary wurden Spuren früherer Besiedlung aus verschiedenen Epochen gefunden. Die ältesten Fundstücke stammen aus der Spätsteinzeit und wurden südlich und südwestlich der Ortschaft entdeckt. Die Steinartefakte und Knochenfunde wurden mittels Radiokarbonmethode auf ein Alter von etwa 5350 Jahre bestimmt. In nördlicher Richtung befinden sich auf zwei Anhöhen die Überreste zweier Rundhütten. Beide Hütten durchmaßen etwa acht Meter. Die Außenmauern wiesen Mächtigkeiten von 1,5 m beziehungsweise 2–3 m auf und sind heute bis zu einer Höhe von 50 cm beziehungsweise 60 cm erhalten. Südwestlich von Aryghuary ist eine erhöhte, ebene, ovale Plattform zu finden, die durch Erde und Bruchsteine bis zu einer Höhe von einem Meter befestigt ist. Es wird diskutiert, ob es sich hierbei um den Standort einer bisher nicht verzeichneten Kapelle mit umgebenden Friedhof handelt. Anhand von Messungen konnten die Grundmauern eines Gebäudes in dem Areal ausgemacht werden, wodurch die Theorie gestützt wird. Nördlich von Aryghuary wurde in der Vergangenheit Blei abgebaut. Von den ehemaligen Minen sind heute noch Überreste in der Landschaft sichtbar.